# 오프셋 (컴퓨터 과학)
컴퓨터 과학에서 배열이나 자료 구조 오브젝트 내의 오프셋(offset)은 일반적으로 동일 오브젝트 안에서 오브젝트 처음부터 주어진 요소나 지점까지의 변위차를 나타내는 정수형이다.
이를테면, 문자 A의 배열이 abcdef를 포함한다면 'c' 문자는 A 시작점에서 2의 오프셋을 지닌다고 할 수 있다.
어셈블리어와 같은 저급 프로그래밍 언어에서 오프셋은 상대 주소(relative address)로 부른다.

## 같이 보기
- 메모리 주소